# William H. Daniels
Pour les articles homonymes, voir William Daniels et Daniels.
William H. Daniels, né le 1er décembre 1901 à Cleveland (Ohio), mort le 14 juin 1970 à Los Angeles (Californie), est un directeur de la photographie et producteur américain, membre de l'ASC.
Il est parfois crédité William Daniels ou Wm. Daniels ou encore Wm. H. Daniels.

## Biographie
En 1919 et 1920, William H. Daniels est cadreur sur deux films muets d'Erich von Stroheim, avec qui il continue à collaborer (désormais comme chef opérateur) dans la première moitié des années 1920, entre autres sur Les Rapaces (1924). Dans la seconde moitié de ces mêmes années, il devient le chef-opérateur quasi-attitré de Greta Garbo et ainsi, assiste notamment le réalisateur Clarence Brown (lequel dirige La Divine à sept reprises) qu'il retrouvera jusqu'en 1952. Il travaille aussi plusieurs fois avec d'autres grands réalisateurs, tels George Cukor ou Anthony Mann.
Au total, il participe — jusqu'en 1970 — à plus de 150 films américains (exception faite d'un film japonais en 1963). Mentionnons également un film de 1930 en langue française - produit par la Metro-Goldwyn-Mayer -, Si l'empereur savait ça (avec Françoise Rosay et André Luguet), réalisé par Jacques Feyder, avec lequel William H. Daniels collabore sur trois autres films (dont la version allemande, sortie en 1931, d’Anna Christie).
Il gagne un Oscar de la meilleure photographie en 1949 et reçoit trois autres nominations.
Entre 1964 et 1966, il est aussi producteur de cinq films interprétés par Frank Sinatra (qui en réalise un), avec lequel il avait antérieurement collaboré, à plusieurs reprises, sur d'autres réalisations (ainsi, Comme un torrent en 1958, L'Inconnu de Las Vegas en 1960...).

## Filmographie partielle
Comme directeur de la photographie, sauf mention contraire ou complémentaire
- 1919 : La Loi des montagnes (Blind Husbands) d'Erich von Stroheim (cadreur, non crédité)
- 1920 : Les Passe-partout du diable (The Devil's Passkey) d'Erich von Stroheim (cadreur, non crédité)
- 1922 : Folies de femmes (Foolish Wives) d'Erich von Stroheim
- 1923 : Les Chevaux de bois (Merry-Go-Round) d'Erich von Stroheim puis Rupert Julian
- 1924 : Les Rapaces (Greed) d'Erich von Stroheim
- 1924 : Helen's Babies de William A. Seiter
- 1925 : La Veuve joyeuse (The Merry Widow) d'Erich von Stroheim
- 1926 : La Tentatrice (The Temptress) de Fred Niblo
- 1926 : Le Balourd (The Boob) de William A. Wellman
- 1926 : La Chair et le Diable (Flesh and the Devil) de Clarence Brown
- 1926 : Le Torrent (Torrent) de Monta Bell
- 1926 : Bardelys the Magnificent de King Vidor
- 1927 : Anna Karénine (Love) d'Edmund Goulding
- 1927 : Captain Salvation de John S. Robertson
- 1928 : Cœur de tzigane (Dream of Love) de Fred Niblo
- 1928 : Intrigues (A Woman of Affairs) de Clarence Brown
- 1928 : Chiffonnette (The Latest from Paris), de Sam Wood
- 1928 : La Belle Ténébreuse (The Mysterious Lady) de Fred Niblo
- 1929 : Terre de volupté (Wild Orchids) de Sidney Franklin
- 1929 : Le Baiser (The Kiss) de Jacques Feyder
- 1929 : Le Procès de Mary Dugan (The Trial of Mary Dugan) de Bayard Veiller
- 1929 : Désirs (Their Own Desire) de E. Mason Hopper
- 1929 : La Fin de madame Cheyney (The Last of Mrs. Cheyney) de Sidney Franklin
- 1930 : Si l'empereur savait ça de Jacques Feyder (version française de His Glorious Night, réalisé par Lionel Barrymore, sorti en 1929)
- 1930 : Romance de Clarence Brown
- 1930 : Olympia de Jacques Feyder
- 1930 : Anna Christie de Clarence Brown
- 1931 : Anna Christie de Jacques Feyder (version allemande)
- 1931 : L'Inspiratrice (Inspiration) de Clarence Brown
- 1931 : Âmes libres (A Free Soul) de Clarence Brown
- 1931 : Mata Hari de George Fitzmaurice
- 1931 : La Courtisane (Susan Lenox : Her Fall and Rise) de Clarence Brown

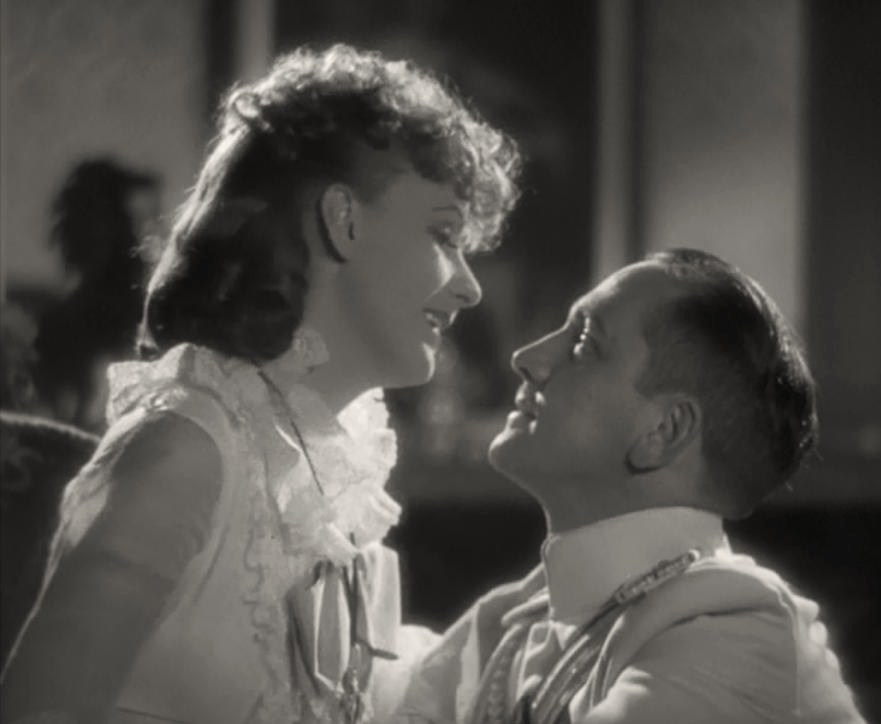
Anna Karénine (1935) : Greta Garbo et Fredric March

- 1932 : Raspoutine et l’Impératrice (Rasputin And The Empress) de Richard Boleslawski
- 1933 : La Sœur blanche (The White Sister) de Victor Fleming
- 1933 : Les Invités de huit heures (Dinner at Eight) de George Cukor
- 1933 : La Reine Christine (Queen Christina) de Rouben Mamoulian
- 1933 : Les Pantins (Broadway to Hollywood) de Willard Mack
- 1934 : Le Voile des illusions (The Painted Veil) de Richard Boleslawski
- 1934 : Miss Barrett (The Barretts of Wimpole Street), de Sidney Franklin
- 1934 : La Fugue de Mariette (Naughty Marietta) de Robert Z. Leonard
- 1935 : Anna Karénine (Anna Karenina) de Clarence Brown
- 1935 : Code secret (Rendezvous) de William K. Howard
- 1936 : Roméo et Juliette (Romeo and Juliet) de George Cukor
- 1936 : Le Roman de Marguerite Gautier (Camille) de George Cukor
- 1937 : Le Règne de la joie (Broadway Melody of 1938) de Roy Del Ruth
- 1937 : Le Dernier Gangster (The Last Gangster) d'Edward Ludwig
- 1938 : Coup de théâtre (Dramatic School) de Robert B. Sinclair
- 1938 : Marie-Antoinette de W.S. Van Dyke
- 1939 : Ninotchka d'Ernst Lubitsch
- 1939 : La Ronde des pantins (Idiot's Delight) de Clarence Brown
- 1939 : Nick joue et gagne (Another Thin Man) de W.S. Van Dyke
- 1940 : Rendez-vous (The Shop Around the Corner) d'Ernst Lubitsch
- 1940 : La Tempête qui tue (The Mortal Storm) de Frank Borzage
- 1941 : Back Street de Robert Stevenson
- 1941 : L'aventure commence à Bombay (They met in Bombay) de Clarence Brown
- 1941 : L'Ombre de l'Introuvable (Shadow of the Thin Man) de W. S. Van Dyke
- 1942 : Pour moi et ma mie (For Me and My Gal) de Busby Berkeley
- 1942 : La Flamme sacrée (Keeper of the Flame) de George Cukor
- 1943 : Fou de girls (Girl Crazy) de Norman Taurog et Busby Berkeley
- 1944 : Le Corps céleste (The Heavenly Body) d'Alexander Hall
- 1947 : Les Démons de la liberté (Brute Force) de Jules Dassin
- 1947 : Des filles disparaissent (Lured) de Douglas Sirk
- 1948 : La Petite Téléphoniste (For the Love of Mary) de Frederick de Cordova
- 1948 : La Cité sans voiles (The Naked City) de Jules Dassin
- 1948 : Ma femme et ses enfants (Family Honeymoon) de Claude Binyon
- 1949 : La Belle Aventurière (The Gal Who Took the West) de Frederick de Cordova
- 1950 : Harvey de Henry Koster
- 1950 : Winchester '73 d'Anthony Mann
- 1950 : L'Araignée (Woman in Hiding) de Michael Gordon
- 1950 : Captives à Bornéo (Three came Home) de Jean Negulesco
- 1951 : La Nouvelle Aurore (Bright Victory) de Mark Robson
- 1951 : Tempête sur la colline (Thunder on the Hill) de Douglas Sirk
- 1952 : Aventure à Rome (When in Rome) de Clarence Brown
- 1952 : Mademoiselle Gagne-Tout (Pat and Mike) de George Cukor
- 1952 : La Ruelle du péché (Glory Alley) de Raoul Walsh
- 1952 : Capitaine sans loi (Plymouth Adventure) de Clarence Brown
- 1953 : Romance inachevée (The Glenn Miller Story) d'Anthony Mann
- 1953 : Le Port des passions (Thunder Bay) d'Anthony Mann
- 1953 : À l'assaut du Fort Clark (War arrow) de George Sherman
- 1954 : Je suis un aventurier (The Far Country) d'Anthony Mann
- 1955 : Ange ou Démon (The Shrike) de José Ferrer
- 1955 : Strategic Air Command, d'Anthony Mann
- 1955 : La police était au rendez-vous (Six Bridges to Cross), de Joseph Pevney
- 1955 : La Muraille d'or (Foxfire) de Joseph Pevney
- 1957 : Mon homme Godfrey (My man Godfrey) de Henry Koster
- 1958 : Comme un torrent (Some came running) de Vincente Minnelli
- 1958 : La Chatte sur un toit brûlant (The Cat on a Hot Tin Roof) de Richard Brooks
- 1958 : Voice in the Mirror de Harry Keller
- 1959 : Un trou dans la tête (A Hole in the Head) de Frank Capra
- 1959 : Les lâches meurent aussi (A Stranger in My Arms) de Helmut Käutner
- 1959 : La Proie des vautours (Never so few) de John Sturges
- 1960 : Can-Can de Walter Lang
- 1960 : L'Inconnu de Las Vegas (Ocean's Eleven) de Lewis Milestone
- 1960 : Les Jeunes loups (All the Fine Young Cannibals) de Michael Anderson
- 1961 : Le Rendez-vous de septembre (Come September) de Robert Mulligan
- 1962 : La Plus Belle Fille du monde ou Jumbo, la sensation du cirque (Billy Rose's Jumbo) de Charles Walters
- 1962 : Marilyn Monroe : Les Derniers Jours (Something's Got to Give) de George Cukor (inachevé)
- 1962 : La Conquête de l'Ouest (How the West was won) de John Ford, Henry Hathaway et George Marshall
- 1963 : Pas de lauriers pour les tueurs (The Prize) de Mark Robson
- 1963 : T'es plus dans la course, papa ! (Come Blow Your Horn) de Bud Yorkin
- 1963 : La Danse du grisbi (Dokonjo monogatori - zeni no odori) de Kon Ichikawa
- 1964 : Les Sept Voleurs de Chicago (Robin and the 7 Hoods) de Gordon Douglas (+ producteur associé)
- 1965 : L'Île des braves (None but the Brave) de Frank Sinatra (producteur associé uniquement)
- 1965 : Les Inséparables (Marriage on the Rocks) de Jack Donohue (+ producteur)
- 1965 : L'Express du colonel Von Ryan (Von Ryan's Express) de Mark Robson
- 1966 : Le Hold-up du siècle (Assault on a Queen) de Jack Donohue (+ producteur associé)
- 1967 : F comme Flint (In like Flint) de Gordon Douglas
- 1967 : La Vallée des poupées (Valley of the Dolls) de Mark Robson
- 1968 : Les Années fantastiques (The Impossible Years) de Michael Gordon
- 1969 : La Valse des truands (Marlowe) de Paul Bogart
- 1970 : Move de Stuart Rosenberg

## Récompense
- 1949 : Oscar de la meilleure photographie, catégorie noir et blanc, pour La Cité sans voiles.